# LÖVE
Pour les articles homonymes, voir Love.
LÖVE (ou Love2D) est un moteur libre multiplate-forme de développement de jeux informatiques 2D. Conçu en C++, il utilise Lua comme langage de programmation. Il est publié sous la licence zlib.
L'API fournie par le moteur donne accès aux fonctions vidéo et sonores de la machine hôte grâce aux bibliothèques SDL et OpenGL, ou depuis la version 0.10 également OpenGL ES 2 et 3. Les polices de caractères peuvent être rendues par le moteur FreeType. Une version du moteur appelée piLöve, a été portée spécifiquement sur Raspberry Pi.
À noter également, une gestion « bac à sable » des fichiers afin d'éviter de donner l'accès à tout son disque aux jeux exécutés.
Löve est toujours maintenu par ses développeurs originaux.
On retrouve fréquemment ce moteur dans les compositions des compétitions de développement de jeux vidéo, comme la compétition internationale Ludum Dare. Il existe également une compétition LÖVE jam, l'édition 2019 de la compétition comportait 37 entrées. 
En juillet 2018, il était le 10e moteur de jeu le plus utilisé par les indépendants sur le site itch.io.

## Implémentations de frameworks compatibles
Lutro est un framework de jeu en Lua pour libretro, port partiel de l'API de LÖVE. ChaiLove suit un peu le même chemin en proposant une implémentation en ChaiScript un langage de script embarqué et multi-plateforme pour C++ (C++14).

## Fonctionnalités
Ces fonctionnalités viennent avec le moteur de jeu :
- support des pixels shaders d'Open GL GLSL
- support des écrans tactiles
- support UTF-8
- supporte les formats d'image PNG, JPEG, GIF, TGA et BMP[9]
- possibilité d'utiliser le moteur physique en 2D Box2D (désactivable si volonté d'utiliser une bibliothèque plus légère)
- bibliothèque luasocket pour les communications réseau TCP/UDP
- bibliothèque lua-enet, autre librairie réseau implémentant Enet, un protocole fiable basé sur UDP
- gestion native des tuiles créées par l'utilitaire Tiled[10].

La version 12, supportera l'API Vulkan sur l'ensemble des plateformes, ainsi que l'API Metal sur OS-X.

## Portabilité et utilisation
Löve est basé sur un langage et des bibliothèques qui ont pour objectif d'être multiplate-forme. Löve est donc multiplate-forme.
La compatibilité des applications n'est pas assurée entre Love 0.9 et love-0.10.

## Bibliothèques supplémentaires
Il existe différentes bibliothèques permettant d'améliorer les fonctions de base, telle que la programmation objet avec héritage et surcharge, des interpolations, des gestions de caméra, de la gestion multijoueur en réseau, de la gestion d'état de jeu, de sauvegarde/restauration de configuration, etc..
La bibliothèque Simple Tiled Implementation permet de charger des niveaux sous forme de tuiles, de les éditer à l'aide de Tiled et de les afficher au sein des jeux. Il fonctionne de pair avec Box2D pour la gestion de la collision avec ce décor.
La bibliothèque anim8 permet de charger des animations, pour les personnages par exemple, à partir d'une grille d'image dans un fichier bitmap (PNG ou JPEG),.
Il existe également une plateforme libre (GPLv3) appelée LIKO-12, inspiré par PICO-8 fantasy console et utilisant LÖVE, permettant de développer des applications dans une résolution limitée, la sauvegarde/restauration dans le format PNG modifié, à la manière des cartouches de jeu vidéo des consoles de jeu ou de certains des premiers micro-ordinateurs, et de les exporter en HTML5 ou vers les systèmes supportés par LÖVE.

## Historique
| Version | Nom de code          | Ajouts | Date de sortie   |
| ------- | -------------------- | --- | ---------------- |
| 0.1.1   | Santa-Power          | - Lire et afficher des images - Lire et jouer des sons - Charger et utiliser des polices de caractères | 13 janvier 2008  |
| 0.2.0   | Mini-Moose           | - Ajout d'un écran qui s'affiche quand aucun jeu n'est chargé - Ajout d'un système d'animation | 6 février 2008   |
| 0.2.1   | Impending Doom       | | 29 mars 2008     |
| 0.3.0   | Mutant Vermin        | - Ajout du système de particules | Juin 2008        |
| 0.3.1   | Space Meat           | | Juin 2008        |
| 0.3.2   | Lemony Fresh         | | 29 Aout 2008     |
| 0.4.0   | Taco Beam            | - Ajout du moteur physique Box2D | 4 juillet 2008   |
| 0.5.0   | Salted Nuts          | - Support des Joystick - Support des protocoles TCP/UDP grâce à luasocket | 2 janvier 2009   |
| 0.6.0   | Jiggly Juice         | - Retire le système d'animation | 24 décembre 2009 |
| 0.6.1   | Jiggly Juice         | | 7 février 2010   |
| 0.6.2   | Jiggly Juice         | | 6 mars 2010      |
| 0.7.0   | Game Slave           | | 5 décembre 2010  |
| 0.7.1   | Game Slave           | | 14 février 2011  |
| 0.7.2   | Game Slave           | | 5 mai 2011       |
| 0.8.0   | Rubber Piggy         | | 2 avril 2012     |
| 0.9.0   | Baby Inspector       | | 13 décembre 2013 |
| 0.9.1   | Baby Inspector       | | 1er avril 2014   |
| 0.9.2   | Baby Inspector       | | 14 février 2015  |
| 0.10.0  | Super Toast          | - Supporte Android et iOS | 22 décembre 2015 |
| 0.10.1  | Super Toast          | | 14 février 2016  |
| 0.10.2  | Super Toast          | | 31 octobre 2016  |
| 11.0    | Mysterious Mysteries | | 1er avril 2018   |
| 11.1    | Mysterious Mysteries | | 15 avril 2018    |
| 11.2    | Mysterious Mysteries | | 25 novembre 2018 |
| 11.3    | Mysterious Mysteries | | 27 octobre 2019  |
| 11.4    | Mysterious Mysteries | - LuaJIT 2.1 est désormais utilisé dans toutes les versions où LuaJIT est intégré avec LÖVE (macOS, Windows, iOS, Android, Linux AppImage) - Prise en charge native des processeurs Apple Silicon (arm64) sur macOS                 | 2 janvier 2022   |
| 11.5    | Mysterious Mysteries | - Correction de bug dans l'itérateur de paires de LuaJIT, d'une erreur de jointure sur les lignes parallèle, un nouveau lanceur pour Android et la désactivation du JIT sur les Apple Silicon qui y épuisait rapidement la mémoire. | 3 décembre 2023  |
| 12.0    |                      | - Support de Vulkan et Metal, nombreux changements. | à venir          |

## Quelques projets notoires
- ModularLöve, un synthétiseur modulaire logiciel[20].
- Balatro (jeu vidéo)

#### Tutoriels en ligne
- (en) « Your First Love2d Game in 200 Lines - Part 1 of 3 », sur osmstudios
- (en) Agam More, « How to Learn LÖVE (Love2D) », sur Envato Tuts+ (en), 21 février 2013
- (en) « Love2D Using Sprites Tutorial », sur Game From Scratch, 22. mars 2016
- (en) « Love2d – Tutorial Part 1 | Invaders must die! », sur headchant.com